# جایزه بزرگ پرتغال ۱۹۸۸
جایزه بزرگ پرتغال ۱۹۸۸ یک مسابقه اتومبیلرانی فرمول یک بود که در ۲۵ سپتامبر ۱۹۸۸ در پیست پیست اتومبیل‌رانی اشتوریل ، اشتوریل برگزار شد. این مسابقه سیزدهمین راند از مسابقات فرمول یک فصل ۱۹۸۸ بود. این مسابقه در ۷۱ دور با پیروزی آلن پروست با مک‌لارن ام‌پی۴/۴ و ایوان کاپلی در رده دوم و تیری بوتسن در رده سوم با بنتون - فورد به پایان رسید. هم تیمی پروست و رقیب قهرمانی رانندگان او، آیرتون سنا ، در جایگاه ششم قرار گرفت.